# Cotton Eye Joe
Cotton Eye Joe е дебютният сингъл на шведската техно-кънтри евроденс формация Реднекс, издаден официално през август 1994 г. Той е част от техния дебютен албум Sex & Violins, който излиза малко по-късно през същата година.